# Аборти в США

Легальність абортів за терміном вагітності (за часом від початку останньої менструації)
Заборонено
Легально, але недоступно
Дозволено, поки у плода не буде виявлено серцеву діяльність (≈ 6 тижнів)
Дозволено до 15 тижнів
Дозволено до 18 тижнів
Дозволено до 20 тижнів
Дозволено до 22 тижнів (5 місяців)
Дозволено, поки плід нездатний вижити поза організмом жінки (≈ 23 тижня)
Дозволено до 24 тижнів (5½ місяців)
Дозволено до 2 триместра
Немає обмеження щодо терміну

Аборти в США мають різний юридичний статус, обмеження та фінансування залежно від штату. Вони були легалізовані (виключена можливість для штатів повністю забороняти аборти) на федеральному рівні з 1973 по 2022 рік рішенням Верховного суду США у справі «Ро проти Вейда». 
Демократична партія США підтримує легальність абортів, Республіканська партія США виступає за їх заборону.

## Ро проти Вейда
У 1992 році штатам було надано ширші можливості обмежувати аборти рішенням Верховного суду США у справі «Планування сім'ї проти Кейсі»; 2007 року рішенням у справі «Гонзалес проти Кархарта» за федерацією було визнано повноваження заборонити аборт шляхом інтактної дилатації та екстракції.

## Обмеження доступу до абортів
1 вересня 2021 року в штаті Техас набув чинності закон, який забороняє переривання вагітності після 6 тижня (закон про серцебиття), без винятків на випадки інцесту та зґвалтування. Федеральна влада оскаржила його в суді як антиконституційний. Такі закони раніше намагалися провести кілька штатів, але суди скасовували їх усі як такі, що суперечать рішенню Верховного суду США у справі Ро проти Вейда».
У червні 2022 року рішенням у справі Dobbs v. Jackson Women's Health Organization Верховний суд США ухвалив, що конституція США не передбачає права на аборт, і цим скасував легалізацію абортів на федеральному рівні і передав права на регулювання абортів штатам. Багато в чому це стало можливим завдяки діям президента США Дональда Трампа, який призначив трьох нових суддів Верховного суду, що змінило баланс на користь консерваторів: шестеро проти трьох. Це рішення викликало вуличні протести у різних містах країни.
У кількох штатах США діяли так звані умовні закони, які передбачали набуття чинності забороною абортів після відповідного рішення Верховного суду США, а також закони, прийняті до 1973 року. В результаті рішення Верховного суду США призвело до заборони абортів у Кентуккі, Луїзіані, Міссурі, Оклахомі та Південній Дакоті. У всіх цих штатах, крім Оклахоми, аборти забороняються навіть якщо вагітність настала внаслідок зґвалтування чи інцесту. У Техасі закон, який забороняє аборти у тому числі у разі зґвалтування або інцесту, формально ще не набув чинності, проте з моменту ухвалення рішення Верховного суду США діє тимчасова шеститижнева заборона абортів. Також заборона на аборти може набути чинності і в низці інших штатів.
Згідно з соцопитуваннями, 61% американців вважають, що аборти мають бути законними у першому триместрі, але з іншого боку лише 34% вважають, що аборти мають бути законними у другому триместрі.

## Кваліфікаційні вимоги до постачальників абортів

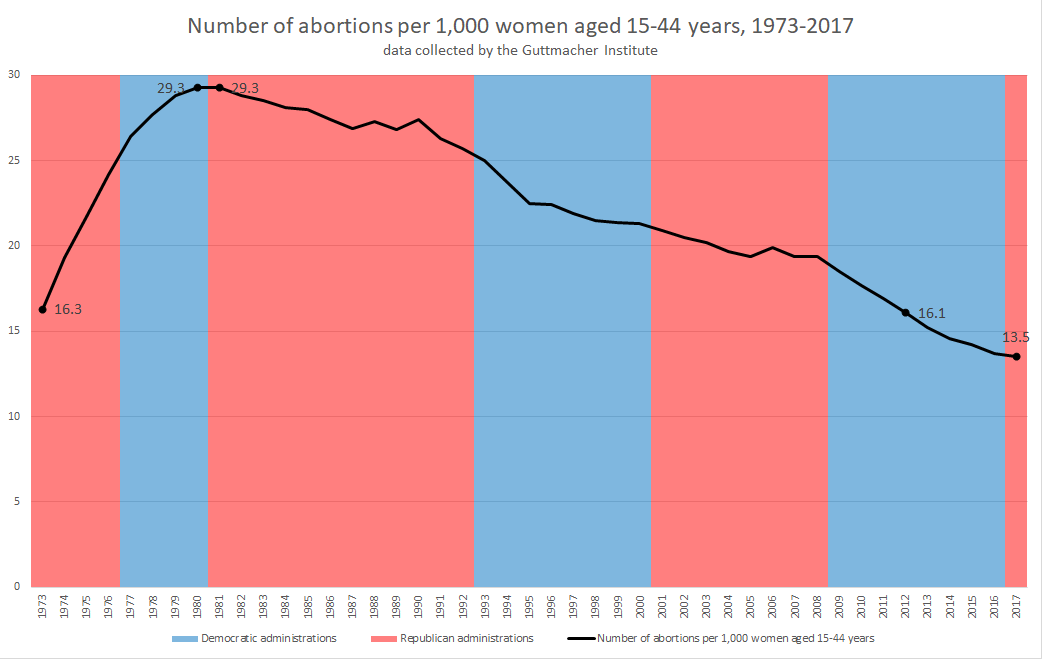
Графік рівня абортів у США за 1973–2017 роки, на якому показано дані, зібрані Інститутом Гуттмахера

Кваліфікаційні вимоги для проведення абортів залежать від штату. З середини 1970-х років штат Вермонт дозволив асистентам лікарів робити деякі аборти в першому триместрі. Зовсім недавно кілька штатів змінили свої вимоги до постачальників абортів, очікуючи, що Верховний суд скасує Ро проти Вейда; тепер, коли суд це зробив, більше штатів розширюють право на проведення абортів. Станом на липень 2022 року Каліфорнія, Коннектикут, Делавер, Гаваї, Іллінойс, Мен, Меріленд, Массачусетс, Монтана, Нью-Джерсі, Нью-Йорк, Род-Айленд, Вірджинія та Вашингтон дозволяють практикуючим лікарям середнього рівня, таким як медсестри, медсестри-акушерки та лікарі асистентів, робити кілька абортів у першому триместрі. В інших штатах особам, які не є лікарями, заборонено робити аборти.